# Tetragnatha retinens
Tetragnatha retinens är en spindelart som beskrevs av Chamberlin 1924. Tetragnatha retinens ingår i släktet sträckkäkspindlar, och familjen käkspindlar. Inga underarter finns listade i Catalogue of Life.